# Емма Гінце
Емма Гінце (нім. Emma Hinze, нар. 17 вересня 1997) — німецька велогонщиця, срібна призерка Олімпійських ігор 2020 року, чемпіонка світу.

## Виступи на Олімпіадах
| Олімпіада  | Дисципліна       | Місце |
| ---------- | ---------------- | ----- |
| Токіо 2020 | спринт           | 4     |
| Токіо 2020 | командний спринт | 2     |
| Токіо 2020 | кейрін           | 7     |

## Зовнішні посилання
- Емма Гінце [Архівовано 14 березня 2016 у Wayback Machine.] на сайті Cycling Archives

1. ↑  http://www.munzinger.de/search/go/document.jsp?id=01000010196